# Poison Ivy (Musikerin)

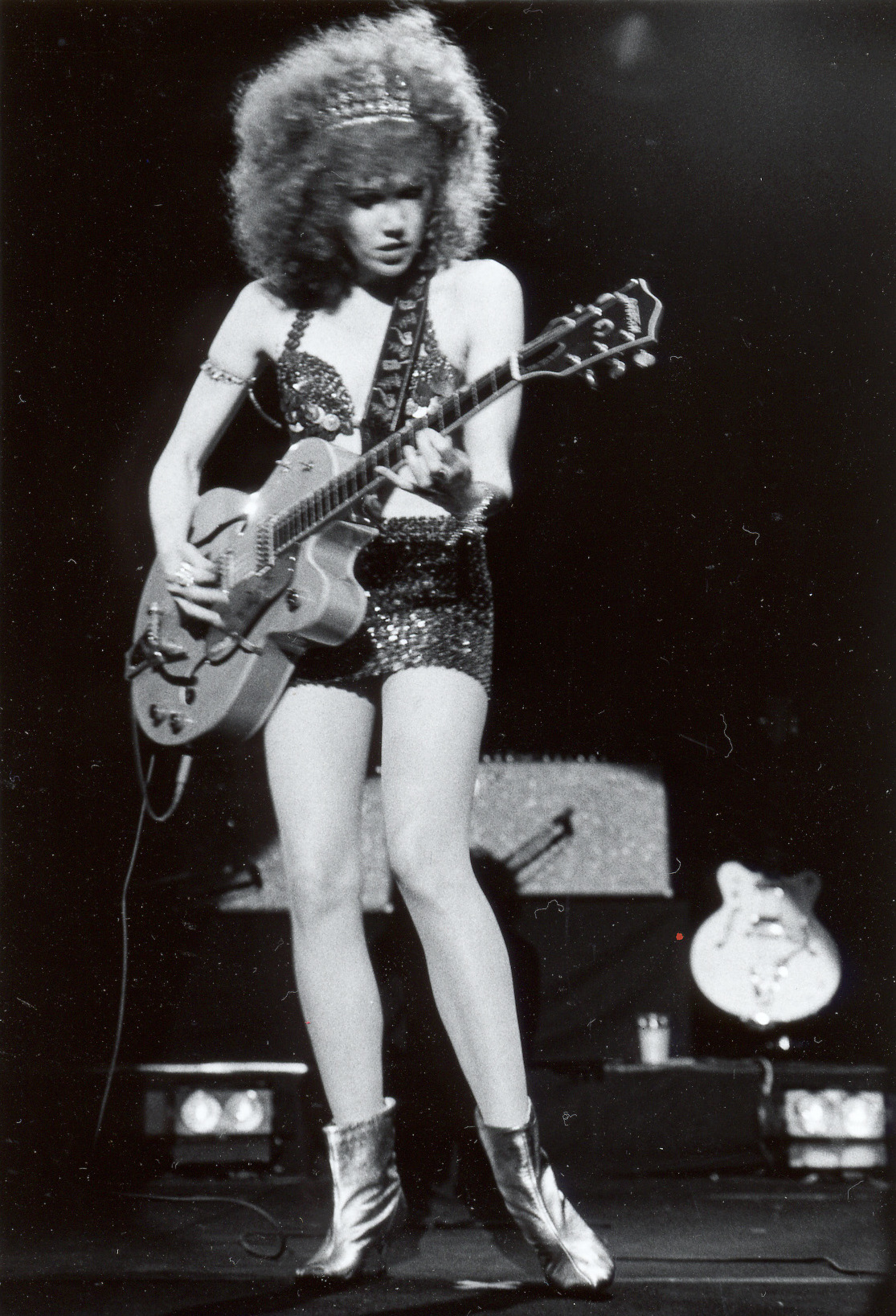
Poison Ivy in Tokio, 1990

Poison Ivy (auch Poison Ivy Rorschach, eigentlich Kristy Marlana Wallace, geb. 20. Februar 1953 in San Bernardino, Kalifornien) ist eine US-amerikanische Musikerin, die als Gitarristin der Rock-’n’-Roll-Band The Cramps bekannt wurde. Poison Ivy gründete The Cramps im Jahr 1976 gemeinsam mit ihrem späteren Ehemann Lux Interior (eigtl. Erick Lee Purkhiser (1946–2009)) und blieb bis zur Auflösung der Band im Jahr 2009 als Instrumentalistin, Komponistin und Produzentin festes Mitglied der ansonsten wechselnden Besetzung.

## Biografie
Kristy Wallace stammte aus einer musikalischen Familie – ihr Großvater war Geiger und hatte mit John Philip Sousa gespielt. Als Kind hatte sie eine besondere Vorliebe für Martian Hop (1963) von The Ran-Dells. Ihr älterer Bruder habe die Single aufgelegt, wenn seine Freunde zu Besuch waren, “because they got a big kick out of watching me jump and fly around the room and off the furniture every time I heard it…” Das Stück Lonely Surfer von Jack Nitzsche inspirierte die Jugendliche dann, sich mit dem Gitarrespiel zu beschäftigen, und sie bat ihren Bruder, ihr die Grundlagen beizubringen. Der Gedanke, selbst auf die Bühne zu gehen sowie die Idee für die Entwicklung einer eigenen Bühnenfigur kam ihr, als sie während ihres Kunststudiums in Sacramento im Jahr 1970 ein Konzert von Bo Diddley besuchte, dessen Gitarristin Peggy Jones (genannt Lady Bo) nachhaltigen Eindruck auf sie machte. Ihren Partner Lux Interior traf sie in den frühen 1970er Jahren, während sie durch Kalifornien trampte. Im Jahr 1973 begann sie, sich Poison Ivy zu nennen, nach einem gleichnamigen Lied des Komponisten-Dous Jerry Leiber und Mike Stoller. Nach einem kurzen Aufenthalt in Lux Interiors Heimatstadt Akron, Ohio, zog das Paar nach New York City, wo sich The Cramps in der jungen Punk-Szene etablierten. Später gingen sie zurück nach Kalifornien und ließen sich in Los Angeles nieder. Im Jahr 2000 gründeten Poison Ivy und ihr Mann Vengeance Records, um ihre Musik auch selbst produzieren und vertreiben zu können. Mit ihrem eigenen Label veröffentlichten sie zunächst ihre älteren Alben neu und produzierten schließlich im Jahr 2002 das Album Fiends of Dope Island. Lux Interior verstarb im Februar 2009. Poison Ivy lebt (Stand: 2011) weiterhin in der Nähe von Los Angeles „in einer Art privatem Rock-’n’-Roll-Museum“, wo sie auch den Nachlass der Cramps verwaltet.

## Stil

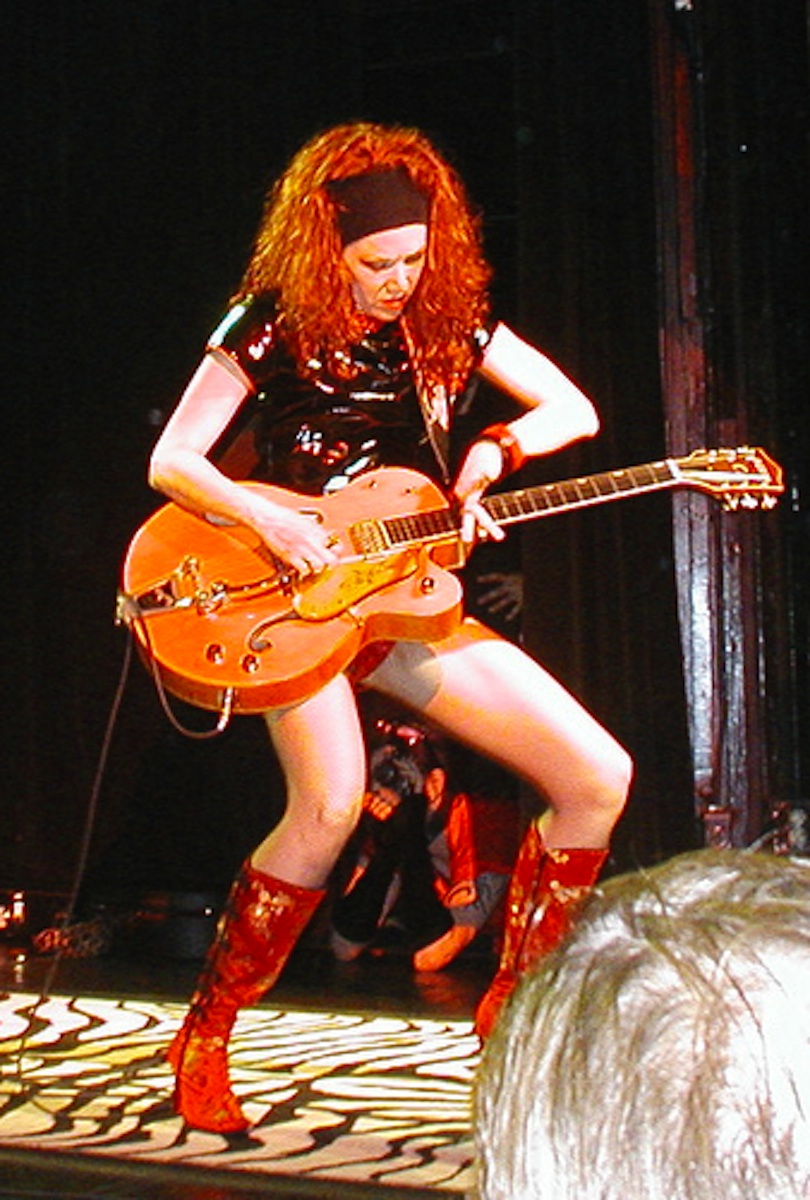
Poison Ivy in New York, 2005

Der US-amerikanische Musikjournalist Jas Obrecht bescheinigte Poison Ivy in einem im Jahr 1990 im Musikmagazin Guitar Player erschienenen Artikel einen rauchigen, verwirrenden wilden Sound, der eine Intensität besitze, die zwischen sexueller Stimulation und dämonischer Besessenheit liege.  Poison Ivys reduziertes Gitarrespiel, insbesondere die unkomplizierten aber eindringlichen Soli, prägten die Musik von The Cramps. Die Bildsprache der teils drastischen Texte war oft inspiriert von Horror-Filmen, „fest scharniert im Surrealismus, wie ein Amerikaner ihn versteht, in Trash-Filmen bis zum Niveau von Russ Meyer und in Rockabilly-Kultur als Ausdruck des irren Normalen“, so Die Tageszeitung, die dem Duo zudem einen „blendenden Anti-Humor“ attestierte. Musikalisch lehnte sich der Stil der Band an den frühen Rock ’n’ Roll an und griff Elemente des Doo Wop, des Rockabilly, des Rhythm and Blues sowie der Surf- und der Country-Musik auf. Als persönliche musikalische Idole benannte Poison Ivy Bo Diddley und Elvis Presley. Besonderen Einfluss auf die Entwicklung ihres musikalischen Stils hatten ihrer Ansicht nach die Gitarristen Duane Eddy und Link Wray.
Poison Ivy spielte in frühen Jahren eine Dan Armstrong Gitarre (“clear plexiglass”), anschließend eine in Kanada hergestellte Bill Lewis, die auf den ersten Aufnahmen von The Cramps zu hören ist, und seit 1985 hauptsächlich eine Gitarre der Marke Gretsch. An Verstärkern nutzte sie bei Bühnenauftritten solche der Marke Fender, im Studio Valco und Allen. Ihre Gretsch 6120 ist eine Halbresonanzgitarre, die sowohl von klassischen Rock-’n’-Roll-Gitarristen, wie Eddie Cochran oder ihrem musikalischen Vorbild Duane Eddy, als auch von modernen Vertretern des Musikstils, wie Brian Setzer gespielt wurde. Mitte der 1980er-Jahre betätigte sich Poison Ivy auch als Bassistin ihrer Band, sowohl auf der Bühne als auch im Studio. Ihr „guitarwork“ allerdings war das Rückgrat der Cramps in ihrem „progressive take on retro sounds“.
Zu den Charakteristika von Poison Ivys Bühnenauftritten zählte hautenge und aufreizende Kleidung, häufig Catsuits, aber auch Mode, die sich zum Teil an die Ästhetik der Gothikzene und der BDSM-Kultur anlehnte In einem Interview mit dem Künstler und Autor George Petros für das US-amerikanische Gothic-Magazin Propaganda erklärte Poison Ivy, sie habe in ihrer Anfangszeit in New York zeitweilig als Domina gearbeitet. Ihre Garderobe umfasse eine große Auswahl an Latexkleidung, sie habe aber aufgrund exzessiven Tragens eine Latexallergie entwickelt. Die „pin-up or bondage costumes“ der Musikerin fanden auch Erwähnung in der New York Times. Im Guardian fasste Dave Simpson seine Eindrücke nach einem Konzert der Cramps zusammen: „Rorschach's Ann Summers-y plastic dress just about covers her decency, but not her supremacy when it comes to dispensing twangy sounds.“

## Kultureller Einfluss und Bedeutung
Das britische Mode- und Kulturmagazin AnOther Magazine nennt Poison Ivy eine Ikone, und zwar gleichermaßen des Stils und des Klangs, und spricht ihr ein bemerkenswertes Talent zu, beides zu transformieren. Das Fachmagazin Guitar Player listet sie als eine von „50 sensationellen Gitarristinnen“ auf und bescheinigt ihr, den Sound von Punk und Rockabilly geprägt und zur Entwicklung des Psychobilly beigetragen zu haben. Das Internetportal Guitar Lobby zählt sie zu den „34 besten Gitarristinnen aller Zeiten“ und bewertet ihren Einfluss auf die US-amerikanische Punk-Musik als bahnbrechend und wegweisend. In Reaktion auf die im Jahr 2003 vom Rolling Stone veröffentlichte Liste „Die 100 besten Gitarristen aller Zeiten“, die nur zwei Frauen aufführte, erstellte Elle 2009 eine Liste der „12 Greatest Female Electric Guitarists“, in der auch Poison Ivy aufgeführt wurde.

“I'm the queen of Rock 'n' Roll, and for this not to be recognized is pure sexism.”

Einige ihrer Songs wurden von namhaften Künstlern gecovert, so beispielsweise der im Jahr 1978 entstandene Titel Human Fly. Dieser Song wurde vom französischen Bandprojekt Nouvelle Vague auf das im Jahr 2006 erschienene Album Bande à Part in einer mit jamaikanischen Reggae-Rhythmen angereicherten Version aufgenommen. Die serbische Alternative Rock Band Supernaut spielte eine Version von Human Fly für ihr im Jahr 2006 erschienenes Album Eli ein. Der US-amerikanische Singer-Songwriter Hanni El Khatib nahm das Lied im Jahr 2011 für eine Autowerbung auf.